# Marruecos en los Juegos Olímpicos de Sochi 2014
Marruecos estuvo representado en los Juegos Olímpicos de Sochi 2014 por dos deportistas, un hombre y una mujer, que compitieron en esquí alpino.
El portador de la bandera en la ceremonia de apertura fue esquiador alpino Adam Lamhamedi. El equipo olímpico marroquí no obtuvo ninguna medalla en estos Juegos.